# Batterie électronique
Pour les articles homonymes, voir Batterie et Électronique.
La batterie électronique est un instrument électronique de percussion inspiré de la batterie : les fûts et cymbales sont remplacés par des pads équipés de capteurs électriques qui permettent le déclenchement électronique d'un son.

## Historique
Les premières batteries électroniques sont apparues dans les années 1970 et sont devenues populaires dans les années 1980, notamment avec la marque Simmons. Dès 1973, le groupe Kraftwerk utilisait des modules de batterie électronique fabriqués sur mesure et qui ne prenaient pas encore en compte la force de frappe.
La batterie électronique a continué de se démocratiser dans les années 2000, plusieurs marques comme Roland, Yamaha, Ion audio, ou Alesis proposant des modèles sur le marché.

## Composition
Le plus souvent, une batterie électronique se compose des 3 éléments suivants :
- les pads, en caoutchouc ou en peau maillée, sur lesquels sont disposés des capteurs piézo-électriques (dénommés également triggers) ;
- le convertisseur, chargé de transformer les signaux émis par les capteurs, en signaux numériques ;
- le module, matériel ou virtuel, chargé de déclencher un son qui peut être un sample, ou un son synthétisé.

Dans les batteries électroniques du commerce, le convertisseur est directement intégré au module. Une sortie MIDI permet cependant de récupérer le signal numérique afin d'utiliser un autre module de son.
À ces éléments s'ajoutent les accessoires indispensables pour la pratique de l'instrument :
- la pédale de grosse caisse et les baguettes, permettant de frapper les pads ;
- la pédale de charleston électronique, qui permet d'assigner un son différent au pad charleston selon l'ouverture de la pédale ;
- une sonorisation, ou simplement un casque, permettant d'entendre le signal généré.

### Variantes

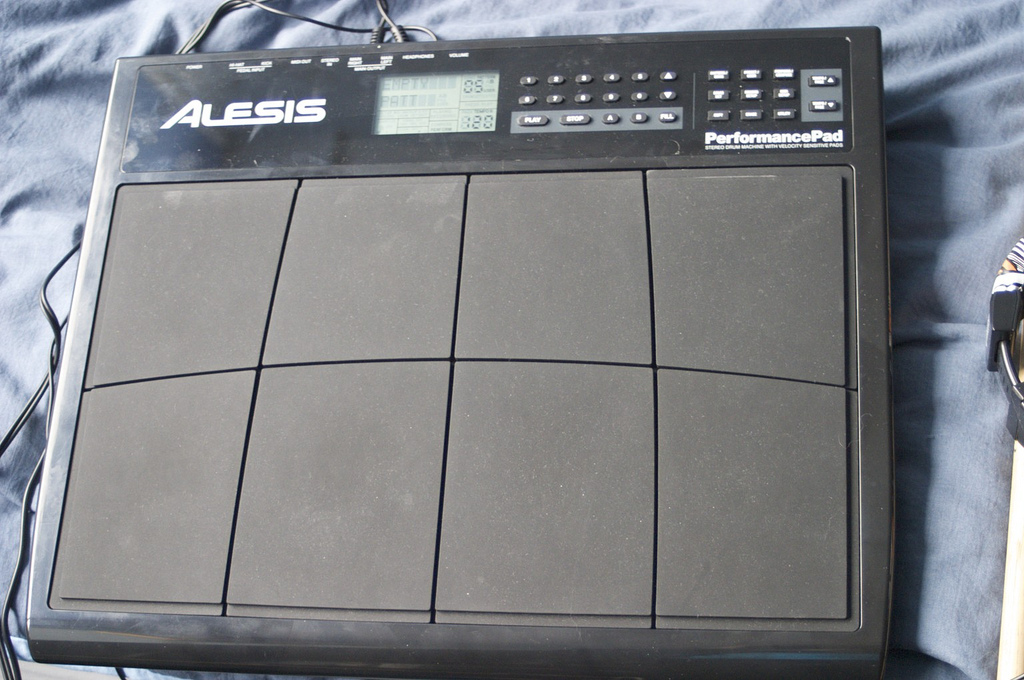
PerformancePad de Alesis

Il est possible d'obtenir un instrument hybride en plaçant des capteurs sur une batterie acoustique. On obtient ainsi un instrument acoustique permettant également de déclencher des sons électroniques.
Des modèles de batteries électroniques très compactes appelées multipads prennent une forme de planche recouverte par un ensemble de pads.

## Principe de fonctionnement
Un capteur piézo-électrique, situé sous la surface de frappe d'un pad (ou au contact de celui-ci dans le cas des peaux maillées), va se polariser électriquement sous l'effet de la frappe et émettre un signal électrique analogique.
Le signal émis par le capteur va être transmis, le plus souvent via un câble jack standard, au convertisseur chargé d'interpréter ce signal et de le traduire en note. Selon le nombre d'entrées dont il dispose (généralement huit), le convertisseur pourra traiter simultanément plusieurs signaux en provenance de plusieurs pads. En sortie, le convertisseur émet un message MIDI composé de notes, chaque note correspondant à un pad.
Le module va interpréter ces signaux MIDI et générer des sons en conséquence.

## Avantages
La batterie électronique est appréciée pour plusieurs raisons :
- Le branchement direct sur un système d' amplification ou de sonorisation (pose de microphones non nécessaire)[2] ;
- La possibilité de jouer au casque pour ne pas déranger autour de soi (le bruit de frappes des baguettes n'est cependant pas négligeable[1]) ;

- La possibilité de déclencher les sonorités et samples de son choix, et donc d'élargir considérablement la palette sonore ;
- L'uniformité du rendu, quelles que soient les conditions de jeu (humidité, température, etc.) ;
- Le fait de pouvoir assigner à un pad une sonorité dont le volume reste constant, peu importe la force de frappe (utile par exemple lors du jeu à double pédale sur la grosse caisse, afin de compenser l'éventuelle perte de puissance du batteur) ;
- La présence éventuelle d'un module proposant des fonctionnalités supplémentaires variées (métronome, musique d'accompagnement, exercices, etc.) ;
- La légèreté et le gain de place ;
- L'installation et le démontage facile de l’instrument ;
- La facilité d'obtenir un son flatteur, idéal pour les débutants et intermédiaires ;
- Un choix étendu de modèles de batterie de bonne qualité de fabrication et à un prix bon marché.